# 清浪乡
清浪乡，是中华人民共和国湖南省怀化市沅陵县下辖的一个乡镇级行政单位。

## 行政区划
清浪乡下辖以下地区：
和尚坪村、白竹溪村、小云溪村、产子垭村、廉家湾村、杨子垭村、麻栗坡村、大竹山村、杜泉坪村、田公坪村、蜈蚣垭村、打岩坡村、翻身村、洞庭溪村、毛洲村、符竹坪村、高坪村、鸡公岩村、伍通庙村、天湖池村、皇公坪村、金子溪村、八方村、善溪村、水田村、罗家坪村和毛垭村。